# ОШ Добринка Богдановић Стрелац
ОШ „Добринка Богдановић” са домом ученика у Стрелцу, једна је од установа основног образовања на територији општине Бабушница, основана 1843. године.

## Историјат
Школа у селу је почела са радом 1843. године, као најстарија школа у бабушничкој општини, иницијативом свештеника Раденка Дмитровића. Од оснивања школа је радила са малим прекидима све до ослобођења од Турака 1877. године. По одобрењу Министарства 1878. године почеле су са радом државне школе, међу којима и стрелачка школа. 
Због великог броја ђака путника, још 1971. године је донета одлука да се при школи отвори интернат. Садашња зграда интерната је изграђена 1978. године. Данашња зграда школе је реновирана 1985. године, када је добила и наменски интернат, капацитета 40—50 ученика, који је због удаљености најближе школе изграђен на овој локацији.

## Школа данас
Основна школа са домом ученика „Добринка Богдановић” у Стрелцу је специфична образовно-васпитна установа, смештена у забаченом, планинском селу, као прва основна школа у Србији која је званично верификована као основна школа са домом ученика 2016. године.
Школу похађају ученици из све четири општине Пиротског округа. У питању су углавном ученици из сеоских предела који у својим местима немају школу и немају услова да путују до најближе школе. Део ученика је у школу упућен од стране локалних Центара за социјални рад, јер се та деца нису уклопила у другим школама. Већина ученика потиче из социјално и економски угрожених породица, из дисфункционалних породица, вишечланих породица или породица самохраних родитеља, као и из маргинализованих друштвених група. Део ученика има сметње у развоју, а готово половина ученика наставу похађа по индивидуализованом образовном програму (ИОП 1 или ИОП 2).
Као велико признање за труд и рад, јануара 2018. године, школа је награђена Светосавском наградом општине Бабушница за изузетан допринос развоју и унапређењу образовања и васпитања.

### Интернат
Ученици од 1. до 8. разреда који нису из самог села бораве у школи од понедељка до петка, а код својих кућа су само током викенда. Школа организује бесплатан превоз тих ученика од куће до школе. Социјална улога интерната и школе огледа се кроз многобројне активности, акције, континуирану помоћ и подршку својим корисницима. Сви корисници услуга школског интерната углавном живе у условима који ни приближно не задовољавају елементарне егзистенцијалне потребе деце у породици. Школа својим корисницима (ученицима) обезбеђује уџбенике, наставни прибор и средства, комплетан смештај и исхрану, огрев, зимске јакне, обућу и одећу од донатора, као и путне трошкове за повремени одлазак кући.